# Руско-иранска война (1804 – 1813)
Руско-иранската война от 1804-1813 година е следствие от експанзията на Руската империя, която засяга иранската сфера на влияние в Южен Кавказ.
Конкретният повод за конфликта е присъединяването на Грузия (1801-1804) и Гянджинското ханство (1804) към Русия. Бойните действия започват след като руснаците отхвърлят ултиматум на Техеран да се оттеглят на север от Кавказ и се разгръщат в междуречието на Аракс и Кура. Неколкократните опити на иранските войски в началото и в по-късната фаза на войната (през 1804 и 1808 година) да си пробият път към Тифлис се провалят. Неуспешни са и два опита на руските войски да овладеят Ереван (през 1804 и 1806 година), но втората операция срещу Баку завършва с овладяването на града през октомври 1806, а Дербент е овладян по-рано същата година. С избухването на руско-турската война от 1806-1812 година активността на руснаците на иранския фронт отслабва. През този период Русия предлага на два пъти примирие, но Иран не се възползва от слабостта ѝ дори по време на Наполеоновото нашествие към Москва. Със сражението при Ахалкалаки (Южна Грузия) през септември 1810 са пресечени плановете за турско-иранско взаимодействие. През октомври 1812 иранските войски търпят решително поражение при Асландуз (на долното течение на Аракс), последвано от руска окупация на Талишкото ханство. Войната приключва с Гюлистанския мирен договор през 1813 година, който утвърждава руските завоевания в Дагестан и Азербайджан.